# Chondrostoma
Chondrostoma és un gènere de peixos de la família dels ciprínids i de l'ordre dels cipriniformes.

## Taxonomia
- Chondrostoma angorense (Elvira, 1987)
- Chondrostoma beysehirense (Bogutskaya, 1997)
- Chondrostoma colchicum (Derjugin, 1899)[2]
- Chondrostoma cyri (Kessler, 1877)[3]
- Chondrostoma duvaucelii (Valenciennes a Cuvier & Valenciennes, 1844)
- Chondrostoma fahirae (Ladiges, 1960)
- Chondrostoma holmwoodii (Boulenger, 1896)
- Chondrostoma kinzelbachi (Krupp, 1985)
- Chondrostoma knerii (Heckel, 1843)[4]
- Chondrostoma kubanicum (Berg, 1914)[5]
- Chondrostoma meandrense (Elvira, 1987)
- Chondrostoma nasus (Linnaeus, 1758)[6]
- Chondrostoma occidentale (Robalo, Almada, Sousa Santos, Moreira & Doadrio, 2005)[7]
- Chondrostoma oligolepis (Robalo, Doadrio, Almada & Kottelat, 2005)[8]
- Chondrostoma olisiponensis (Gante, Santos & Alves, 2007)[9]
- Chondrostoma orientale (Bianco & Banarescu, 1982)
- Chondrostoma oxyrhynchum (Kessler, 1877)[10]
- Chondrostoma phoxinus (Heckel, 1843)[4]
- Chondrostoma prespense (Karaman, 1924)[11]
- Chondrostoma regium (Heckel, 1843)
- Chondrostoma scodrense (Elvira, 1987) †[12]
- Chondrostoma soetta (Bonaparte, 1840)[13]
- Chondrostoma vardarense (Karaman, 1928)[14]
- Chondrostoma variabile (Iàkovlev, 1870)[15][16][17][18][19][20][21][22][23]